# Poplar Grove (Illinois)
Pour la municipalité de l’Île-du-Prince-Édouard, voir Poplar Grove.
Poplar Grove est un village du comté de Boone dans l'Illinois, aux États-Unis,.

## Démographie
Lors du recensement de 2010, le village comptait une population de 5 023 habitants. Elle est estimée, en 2016, à 5 054 habitants.

## Source de la traduction
- (en) Cet article est partiellement ou en totalité issu de l’article de Wikipédia en anglais intitulé « Poplar Grove, Illinois » (voir la liste des auteurs).